# Добрый Ручей
Добрый Ручей — деревня в Гагаринском районе Смоленской области России. Входит в состав Покровского сельского поселения. Население — 11 жителей (2007). 
Расположена в северо-восточной части области в 25 км к юго-западу от Гагарина, в 17 км южнее автодороги М1 «Беларусь». В 26 км северо-восточнее деревни расположена железнодорожная станция Гагарин на линии Москва — Минск. 

## История
В годы Великой Отечественной войны деревня была оккупирована гитлеровскими войсками в октябре 1941 года, освобождена в марте 1943 года. 